# Acalyphes philorites
Acalyphes philorites là một loài bướm đêm trong họ Geometridae.